# Cathédrale de l'Immaculée-Conception de Kayes
Pour les articles homonymes, voir Cathédrale de l'Immaculée-Conception.
La cathédrale de l'Immaculée-Conception de Kayes est une cathédrale catholique du diocèse de Kayes, au Mali.